# Zadný Kriváň
Zadný Kriváň je potok na horní Oravě, v severní části okresu Tvrdošín. Byl to původně pravostranný přítok Bílé Oravy, měří 2,5 km a je tokem IV. řádu. V současnosti ústí do Oravské přehrady.

## Průběh toku
Pramení v Oravské Maguře, v podcelku Budín, na východním svahu Ostrého vrchu (990,7 m n. m.) v nadmořské výšce přibližně 910 m. Od pramene teče nejprve východním směrem, vstupuje do Oravské kotliny a stáčí se na severovýchod. Podtéká státní cestu I/78 a v nadmořské výšce 601,0 m n. m. ústí do Oravské přehrady.